# Адміністративно-територіальний устрій Єревана

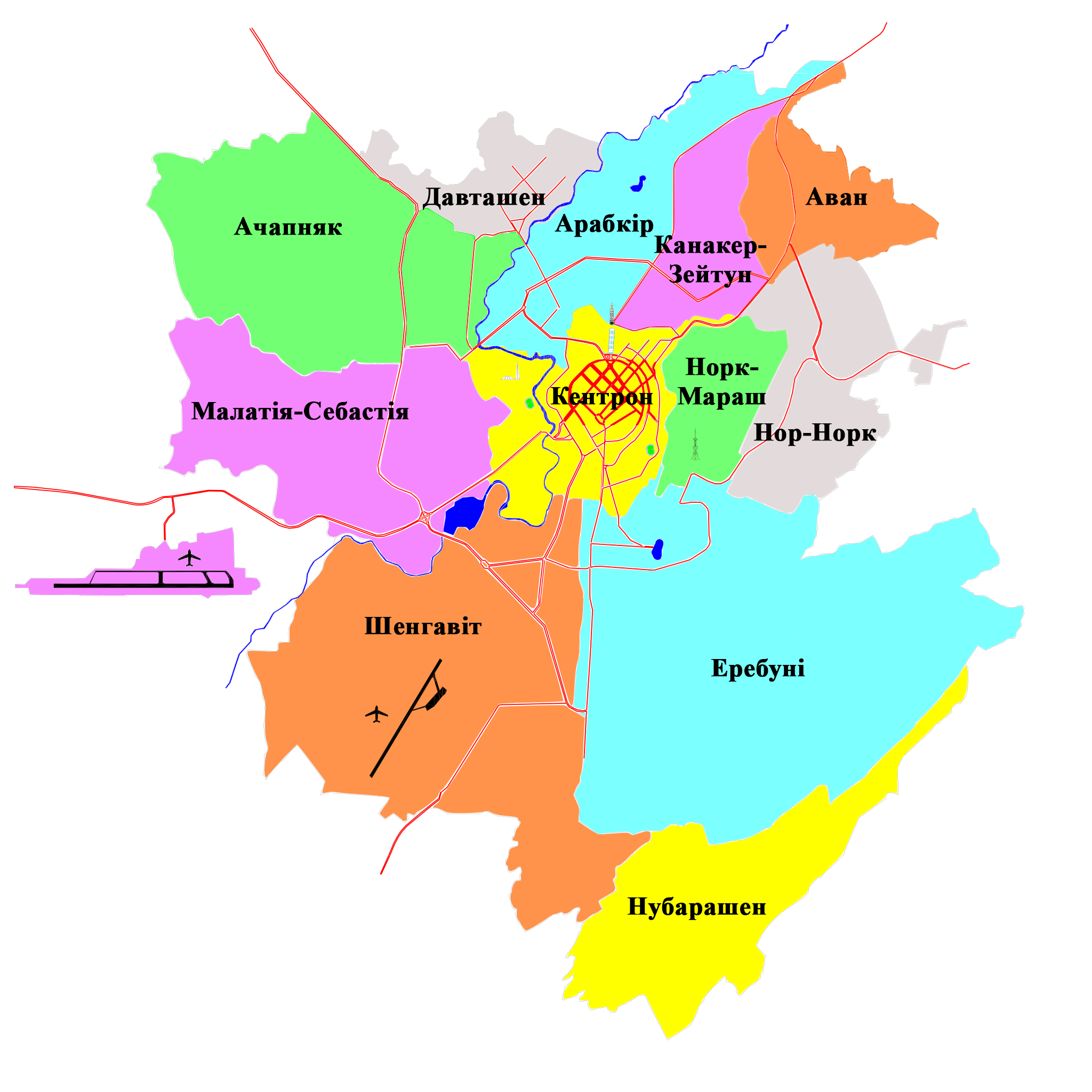
Адміністративний поділ Єревана.

Місто Єреван, столиця Республіки Вірменія, поділяється на дванадцять адміністративних районів, у кожного з яких є місцева адміністрація. Окрім цього, кожен район поділяється на неофіційні квартали. Загальна площа 12 районів Єревана становить 223 квадратних кілометри.

## Райони
| Район            | Район            | Населення | Населення | Площа (км) |
| (укр.)           | (вірм.)          | (2011)    | (2016)    | Площа (км) |
| ---------------- | ---------------- | --------- | --------- | ---------- |
| Ачапняк          | Աջափնյակ         | 108,282   | 109,100   | 25,82      |
| Арабкір          | Արաբկիր          | 117,704   | 115,800   | 13,29      |
| Аван             | Ավան             | 53,231    | 53,100    | 7,26       |
| Давташен         | Դավթաշեն         | 42,380    | 42,500    | 6,47       |
| Еребуні          | Էրեբունի         | 123,092   | 126,500   | 47,49      |
| Канакер-Зейтун   | Քանաքեռ-Զեյթուն  | 73,886    | 74,100    | 7,73       |
| Кентрон          | Կենտրոն          | 125,453   | 125,700   | 13,35      |
| Малатія-Себастія | Մալաթիա-Սեբաստիա | 132,900   | 135,900   | 25,16      |
| Норк-Мараш       | Նորք-Մարաշ       | 12,049    | 11,800    | 4,76       |
| Нор-Норк         | Նոր Նորք         | 126,065   | 130,300   | 14,11      |
| Нубарашен        | Նուբարաշեն       | 9,561     | 9,800     | 17,24      |
| Шенгавіт         | Շենգավիթ         | 135,535   | 139,100   | 40,6       |